# Kunstareal München

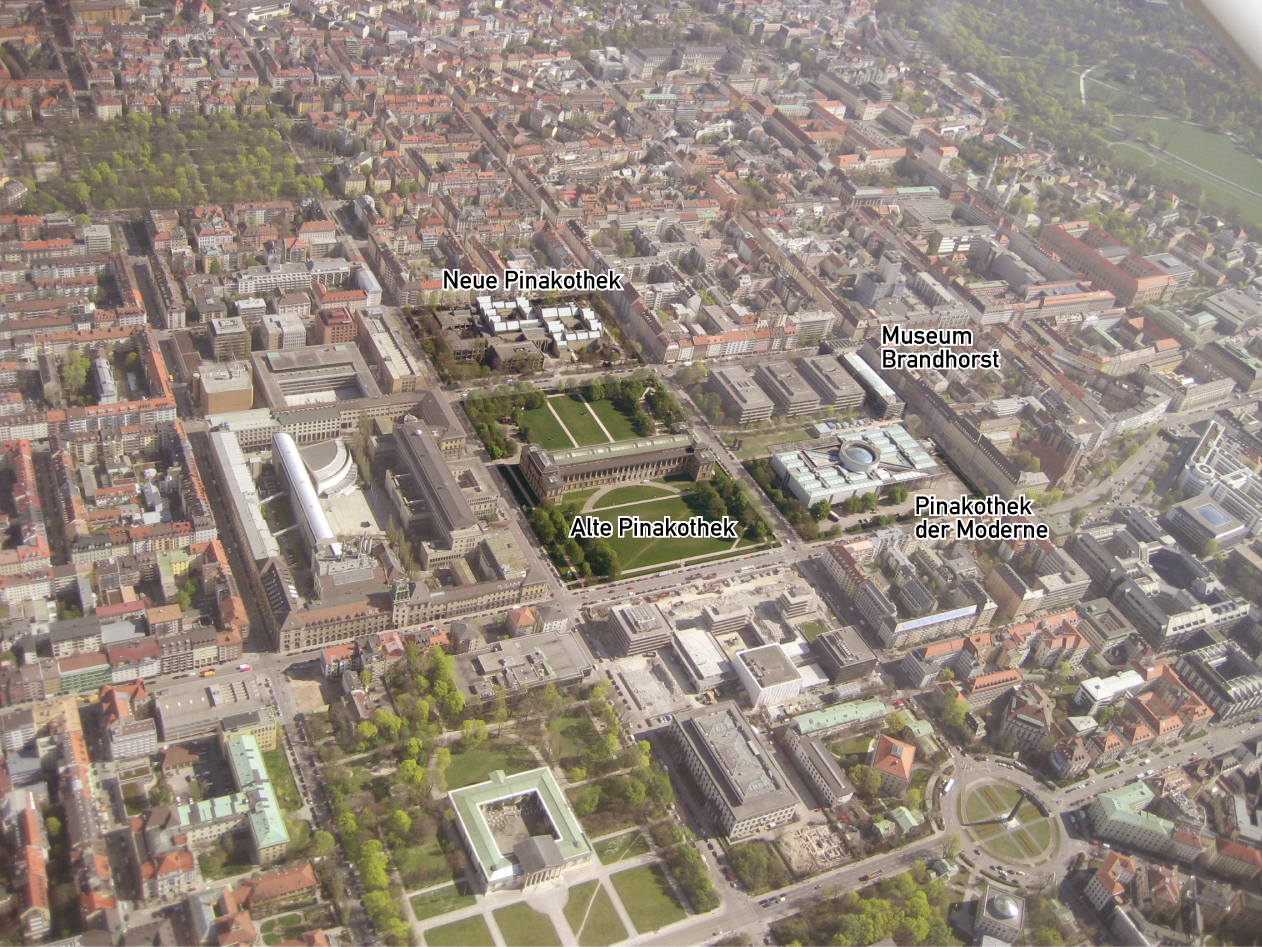
Lage der Pinakotheken und der Sammlung Brandhorst im Kunstareal München

Das Kunstareal München liegt im Münchner Stadtteil Maxvorstadt und umfasst 18 Museen und Ausstellungsräume, über 20 Galerien, sechs international renommierte Hochschulen und zahlreiche Kulturinstitutionen auf einer Fläche von 500 × 500 Metern. Es zählt zu den wichtigsten Kulturstandorten Europas.
Der Freistaat Bayern und die Landeshauptstadt München vereinbarten 2009, diese Museums-, Kunst- und Wissenschaftslandschaft gemeinsam zu stärken und Strategien zur Vernetzung, Präsentation und Förderung des Kunstareals München zu entwickeln. 2018 unterzeichneten sie eine Kooperationsvereinbarung, um diesen Prozess langfristig zu etablieren. Die Stiftung Pinakothek der Moderne ist als Initiatorin der 2009 durchgeführten Konferenz Kunstareal München hierbei ein ständiger Partner.

## Geschichte
Das Kunstareal München hat seinen Ursprung in der Eröffnung der Ludwig-Maximilians-Universität (1826) sowie der Glyptothek (1830). In den letzten 200 Jahren ist es kontinuierlich gewachsen und zeigt heute Kulturgeschichte von mehr als 5.000 Jahren.
Architekturgeschichtlich umfasst das Kunstareal mehrere Jahrhunderte. Neben den historischen Bauten und Plätzen stehen Museumsan- und neubauten zeitgenössischer Architekturbüros. Beispiele hierfür sind das Museum Brandhorst mit seiner bunten Keramikfassade (Sauerbruch Hutton) und das Lenbachhaus mit einer Kombination aus moderner Architektur (Sir Norman Foster) und der historischen Künstlervilla Franz von Lenbachs.

## Museen
Das Kunstareal München umfasst insgesamt 18 Museen. Die Bayerischen Staatsgemäldesammlungen mit der Alten Pinakothek, der Neuen Pinakothek, der Pinakothek der Moderne, die vier Museen unter einem Dach verbindet, und dem Museum Brandhorst beherbergen hochrangige Kunstwerke vom Spätmittelalter bis zur Gegenwart. Die Glyptothek und auch die Akademie der Bildenden Künste und der Neubau des Staatlichen Museums für Ägyptische Kunst sind ebenso Teil des Kunstareals wie die Institutionen der Wissenschaften mit dem Paläontologischen Museum, dem Museum Mineralogia München und dem zentralen Lernort zur Auseinandersetzung mit der Geschichte des Nationalsozialismus, dem NS-Dokumentationszentrum. Die Museen zwischen dem Königsplatz und der Theresienstraße präsentieren Werke aus der Hochkultur Ägyptens über die Antike bis hin zur Gegenwart.
- Alte Pinakothek (Europäische Malerei vom 13. bis zum 18. Jahrhundert)

- Geologisches Museum München (Wissenswertes und Interessantes aus der Welt unter der Erde)

- Glyptothek (Altgriechische, römische und etruskische Skulpturen)

- Städtische Galerie im Lenbachhaus (Altmünchner Malerei, Malerei des Blauen Reiters und der Neuen Sachlichkeit, Internationale Malerei und Skulptur des 20. und 21. Jahrhunderts)

- Museum für Abgüsse Klassischer Bildwerke (Knapp 2.000 originalgetreu abgeformte Skulpturen der griechischen und römischen Antike (700 v. bis 500 n. Chr.))

- Museum Brandhorst (Werke moderner und zeitgenössischer Kunst seit den 1960er Jahren)

- Museum Mineralogia München (Exponate der Mineralogischen Staatssammlung München, einer der großen deutschen mineralogischen Forschungssammlungen)

- Neue Pinakothek (Europäische Malerei und Skulptur vom 18. bis zum 19. Jahrhundert) / derzeit wegen Renovierung geschlossen

- NS-Dokumentationszentrum München (Münchens zentraler Lern- und Erinnerungsort zur Auseinandersetzung mit der nationalsozialistischen Vergangenheit)

- Paläontologisches Museum München (Fossilien aus allen Epochen der Erdgeschichte, von den frühesten Anfängen vor über drei Milliarden Jahren bis heute)

- Pinakothek der Moderne

- Sammlung Moderne Kunst der Bayerischen Staatsgemäldesammlungen (Internationale Malerei, Skulptur und Fotografie des 20. und 21. Jahrhunderts)

- Staatliche Graphische Sammlung München (Internationale Graphik von der Renaissance bis in die Gegenwart)

- Architekturmuseum der TU München (Wechselnde Ausstellungen zur Architekturgeschichte und aktuellen Entwicklungen in der Architektur)

- Die Neue Sammlung – The Design Museum (Ältestes Designmuseum der Welt mit 100.000 Objekten in der Sammlung)

- Staatliche Antikensammlungen (Altgriechische, römische und etruskische Vasen, Goldschmiedearbeiten und Kleinkunst)

- Staatliches Museum Ägyptischer Kunst (Sammlung antiker ägyptischer Kunst einschließlich benachbarter Kulturen)

- Türkentor (von Sauerbruch Hutton Architects renoviert, beherbergt es die Skulptur „Large Red Sphere“ des amerikanischen Künstlers Walter De Maria)

## Kulturelle Einrichtungen
Im Kunstareal München befinden sich 15 kulturelle Einrichtungen, darunter das Amerika-Haus München, das Oskar-von-Miller-Forum und das Zentralinstitut für Kunstgeschichte. Die Evangelisch-Lutherische Kirche in Bayern hat hier ihren Sitz sowie die Kirche St. Markus und die Benediktinerabtei mit Stiftsbibliothek St. Bonifaz. Hinzu kommen einige Stiftungen und zahlreiche Galerien.
- Akademiegalerie
- Amerika-Haus München
- Benediktinerabtei und Stiftsbibliothek St. Bonifaz
- Deutsche Gesellschaft für christliche Kunst
- Doerner Institut
- Max Beckmann Archiv
- Pavillon 333
- Stiftung Ann und Jürgen Wilde
- Fritz-Winter-Stiftung
- Evangelisch-Lutherische Kirche in Bayern / Landeskirchenamt
- Kunstpavillon im Alten Botanischen Garten
- Oskar von Miller Forum
- St. Markus / Evangelisch-Lutherische Kirchengemeinde
- Zentralinstitut für Kunstgeschichte

## Hochschulen
Im Kunstareal München befinden sich die Akademie der Bildenden Künste München, die Hochschule für Musik und Theater München im ehemaligen „Führerbau“ der NSDAP in der Arcisstraße 12, die Hochschule für Fernsehen und Film München, zwei Universitätsgebäude der Ludwig-Maximilians-Universität und das Stammgelände der Technischen Universität München. Darüber hinaus ist hier der Campus Karlstraße der Hochschule für angewandte Wissenschaften München.
- Akademie der Bildenden Künste München

- Hochschule für Musik und Theater München

- Hochschule für Fernsehen und Film München

- Hochschule für angewandte Wissenschaften München

- Ludwig-Maximilians-Universität

- Technische Universität München

## Freundeskreise
2010 haben sich auf Initiative der Stiftung Pinakothek der Moderne dreizehn Fördervereine im Förderkreis Kunstareal zusammengeschlossen. Unter der Schirmherrschaft von Franz von Bayern engagiert sich der Förderkreis unter anderem in folgenden Bereichen: Initiative sowie finanzielle und organisatorische Unterstützung bei der Durchführung der Kunstareal-Feste und der Reihe „Neu im Kunstareal“, Unterstützung der Koordinationsstelle Kunstareal sowie enge Zusammenarbeit mit der Landeshauptstadt München und dem Freistaat Bayern bei der Weiterentwicklung des Kunstareals.

## Kunstareal-Fest
Das Kunstareal-Fest geht zurück auf eine Initiative des Förderkreises Kunstareal, die die Stiftung Pinakothek der Moderne angestoßen hat. 13 Förderkreise von im Kunstareal ansässigen Museen, Hochschulen und Kultureinrichtungen setzen sich für die Weiterentwicklung dieses Kultur-Clusters ein und entwickeln gemeinsam mit der Koordinationsstelle Strategien für eine bessere Vernetzung, Präsentation und Förderung interdisziplinärer Projekte. Veranstaltet wird das Kunstareal-Fest von der Koordinationsstelle Kunstareal, getragen vom Freistaat Bayern und der Landeshauptstadt München, in Zusammenarbeit mit der Stiftung Pinakothek der Moderne/Förderkreis Kunstareal.
Seit 2013 findet das Kunstareal-Fest im zweijährigen Rhythmus statt. Ein vielseitiges Programm lädt alle Altersgruppen ein, Orte des Wissens und der Kreativität zu entdecken und mitzugestalten. Der Eintritt in alle Museen sowie die Teilnahme an sämtlichen Programmangeboten ist kostenfrei.
Insgesamt kamen mehr als 210.000 Besucher zu den Kunstareal-Festen in den Jahren 2013, 2015, 2017 und 2019. Das Programm mit bis zu 140 Angeboten wurde gut angenommen und aktiv genutzt. Nachdem das Fest 2021 aufgrund der Corona-Pandemie nur unter entsprechenden Hygieneauflagen stattfand, konnten die Angebote im Jahr 2023 wieder uneingeschränkt besucht werden.

## Weitere Planung
Da die benachbarten LMU-Gebäude und das Museum Reich der Kristalle im Areal derart in die Jahre gekommen sind, dass man nicht mehr von Sanierung spricht, sondern von Abriss und Neubau ausgehen muss, ergeben sich neue Perspektiven. Nun soll ein Gesamtkonzept für das Areal zwischen Gabelsberger-, Theresien-, Türken- und Barer Straße entwickelt werden. Im Februar 2019 hat die Stiftung Pinakothek der Moderne dem Architekten der Pinakothek der Moderne die Nutzungsrechte für den zweiten noch nicht verwirklichten Bauabschnitt abgekauft.